# Untere Mühle (Lachen-Speyerdorf)
Die Untere Mühle – alternativ Neumühle genannt – ist ein Bauwerk in Neustadt an der Weinstraße. Sie steht unter Denkmalschutz. 

## Lage
Das Bauwerk gehört zum Ortsbezirk Lachen-Speyerdorf, der bis 1969 eine selbständige Gemeinde war. Sie liegt am Speyerbach. Unmittelbar südlich erstreckt sich das Naturschutzgebiet Ehemalige Allmende-Viehweiden Lachen-Speyerdorf.

## Bauwerk
Bei der Mühle handelt es sich um einen neunachsigen, spätklassizistischen Krüppelwalmdachbau, der 1842 entstand und 1905 umgebaut wurde. 1925 und 1926 erfolgte eine dreiflügelige Erweiterung mit Treppenturm und Ausstattung Als ausführende Architekten fungierten J. Ecker Söhne.

## Geschichte
Heinrich Mattil plante den Bau der Mühle bereits 1835, stieß damit jedoch auf Widerstand, da die Wassermenge des Speyerbachs angeblich zu gering sei. Unter der Bedingung, lediglich drei Mahlgänge zu errichten, durfte er sie am Ende bauen. 1842 war sie fertig gestellt. Im selben Jahr verkaufte er sie an Peter Mechtersheimer. 1905 wurde sie stilgelegt. Mittlerweile wird das Gebäude gewerblich genutzt.